# Craniométrie

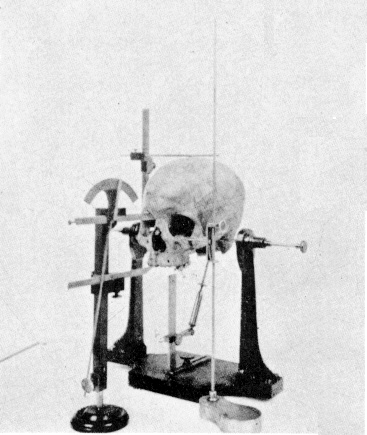
Un crâne humain et un appareil de mesure de 1902.

La craniométrie est une discipline qui s'est développée au XIXe siècle et qui étudie les mensurations du crâne des « races humaines », selon la définition de l'Histoire des sciences (1957). Elle est une sous-discipline de la craniologie. Elle est encore utilisée pour justifier et donner une caution scientifique au racisme.

## Histoire
Historiquement, elle se distingue de la phrénologie, ou cranioscopie, qui était une tentative ancienne de localiser des fonctions cérébrales (en fait des traits de caractère, des vices et des vertus) dans le cerveau, et de la physiognomonie, qui est l'étude des traits du visage. Ces trois disciplines ont toutes prétendu pouvoir prédire l'intelligence d'un individu et, en ce qui concerne la craniométrie, en se basant sur une corrélation, fausse autant sur le plan évolutif que sur le plan individuel, entre capacité crânienne et performances cognitives (les capacités cognitives n'étant pas corrélése à la taille du cerveau mais plutôt au nombre de synapses dans le cerveau,,). Malgré les preuves scientifiques de l'erreur de cette théorie, la physiognomonie est toujours utilisée par certains cabinets de recrutement. 

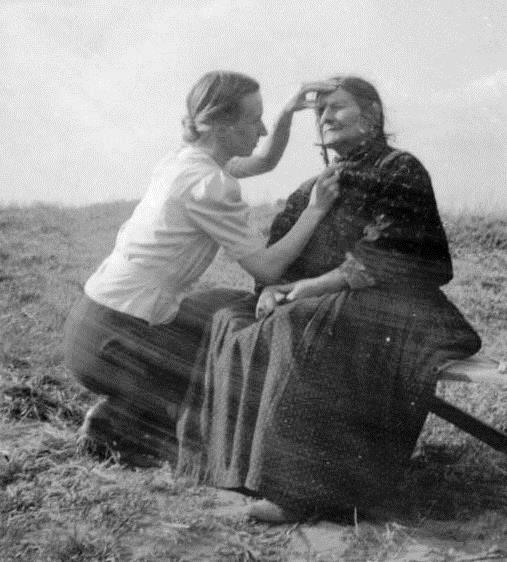
Eva Justin procédant à des mesures anthropométriques d'une femme Rom, dans le cadre de travaux sur l'hygiène raciale financés par le Troisième Reich.
photo : Avril 1938.

La craniométrie relève de l'anthropométrie ; elle a été utilisée par certains scientifiques qui voulaient déterminer des différences objectives et mesurables entre les différentes "races" humaines. Elle a également été explorée dans l'étude des différences entre les sexes ; au XIXe siècle, des anthropologues comme Paul Broca ou son élève comme Gustave Le Bon, se fondant sur des calculs qui donnaient le cerveau de l'homme, après correction pour la taille du corps, plus lourd  que celui de la femme de 100 g de plus en moyenne, ces savants y ont vu une preuve objective d'une prétendue infériorité intellectuelle de la femme, idée qui a perduré tout au long du XXe siècle[citation nécessaire] avant d'être infirmée dans les années 1980 avec le développement de l'imagerie médicale qui permet les premières études sérieuses sur les différences structurales entre le cerveau de l'homme et de la femme. Plusieurs instruments de mesure de la craniométrie — comme le goniomètre par exemple — ont été inventés par Paul Broca qui souhaitait la systématiser et lui donner plus de rigueur mathématique.
La craniométrie se base donc sur des théories aujourd'hui démenties par de nombreuses recherches scientifiques.